# Saint-Amand, Manche
Saint-Amand är en kommun i departementet Manche i regionen Normandie i norra Frankrike. Kommunen ligger i kantonen Torigni-sur-Vire som tillhör arrondissementet Saint-Lô. År 2018 hade Saint-Amand 2 268 invånare.

## Befolkningsutveckling
Antalet invånare i kommunen Saint-Amand
| Referens: INSEE |